# Aria Bedmar
Aria Bedmar (Almería, 1 de diciembre de 1994) es una actriz, bailarina y modelo española conocida principalmente por interpretar el papel de Camino Pasamar en la serie de televisión diaria Acacias 38 (2019-2020), en La 1.

## Biografía
Aria Bedmar nació el 1 de diciembre de 1994 en Almería (España). Desde pequeña ha mostrado una gran pasión por actuar. A los ocho años se matriculó por primera vez en una escuela de interpretación en Almería. Además, también se formó en ballet, danza contemporánea y flamenco en la Escuela de Música, Danza y Teatro de Roquetas de Mar. Entre 2014 y 2015 estudió en la escuela de arte dramático de Cristina Rota.
Desde 2009 mantiene una relación sentimental con la cantante Kenzy Loevett, líder del grupo español de rock Megara. La pareja se casó en Almería en noviembre de 2019. En marzo de 2025 anuncia que están esperando su primer hijo en común. En junio de 2025 anunció a través de sus redes sociales que había dado a luz a su primogénito, un niño.

## Trayectoria
Empezó su trayectoria como actriz con diversos papeles en producciones como la caricatura Lejos con Manuel Rubio en 2013, en Mensaje Prohibido con Beatriz Portilla en 2015, y en Date de Clapham Film en 2018.
En 2019 protagonizó la serie Desde Dentro. Ese mismo año interpretó el papel de Elisa Nerín en la serie La caza. Monteperdido.
Entre 2019 y 2020 interpretó el papel de Camino Pasamar en la serie diaria de Televisión Española Acacias 38, donde tuvo un romance con el personaje de Maite Zaldúa (Ylenia Baglietto).
En 2020 interpretó el papel de Águeda en la serie de Movistar+ Dime quién soy. También participó en un episodio benéfico del programa de Televisión Española El cazador junto a otros personajes de la cadena.
En 2020 interpretó el papel de María de Castilla de joven en la serie Mujeres Pioneras. En 2021 participó con un papel capitular en la serie de Antena 3 La cocinera de Castamar.
En 2022 es protagonizó la serie Los herederos de la tierra, la continuación de La Catedral del Mar, junto a Yon González y David Solans entre otros.
En 2023 protagonizó la película de terror de Netflix Hermana Muerte, dirigida por Paco Plaza.
En 2024 formó parte del elenco de la serie de thriller psicológico Segunda Muerte, de Movistar+ y creada por Agustín Martínez. Ese mismo año también estrenó la serie de época Operación Barrio Inglés con el rol protagonista de Lucía Valbuena. En mayo de 2024 formó parte del cuerpo de baile del grupo Megara durante su participación en el Festival de Eurovisión representando a San Marino. En octubre estrenó para Atresplayer la serie ¿A qué estás esperando? protagonizada por Adriana Torrebejano y Rubén Cortada y que está basada en las novelas de Megan Maxwell.

## Filmografía

### Televisión
| Año       | Título                     | Rol                 | Notas                                |
| --------- | -------------------------- | ------------------- | ------------------------------------ |
| 2019      | La caza. Monteperdido      | Elisa Nerín         | Elenco principal; 8 episodios        |
| 2019–2020 | Acacias 38                 | Camino Pasamar      | Elenco principal (T5); 323 episodios |
| 2020      | Pioneras                   | María de Castilla   | 1 episodio                           |
| 2020–2021 | Dime quién soy             | Águeda              | Elenco principal; 9 episodios        |
| 2021      | La cocinera de Castamar    | Eugenia Almendrales | 1 episodio                           |
| 2022      | Los herederos de la tierra | Mercé               | Elenco principal; 8 episodios        |
| 2023      | El silencio                | Greta               | Elenco principal; 6 episodios        |
| 2024      | Operación Barrio Inglés    | Lucia Valbuena      | Elenco principal; 8 episodios        |
| 2024      | Segunda muerte             | Claudia Cobo        | Elenco secundario                    |
| 2024      | ¿A qué estás esperando?    | Lidia               | Elenco principal; 8 episodios        |

### Cine
| Año  | Título              | Personaje       | Director               |
| ---- | ------------------- | --------------- | ---------------------- |
| 2019 | Date                | Laura           | Pablo Guirado          |
| 2023 | Hermana muerte      | Hermana Narcisa | Paco Plaza             |
| 2023 | Ratón de Biblioteca | Irene           | Javier Yañez Sanz      |
| 2025 | La huella del mal   | Inés Madrigal   | Manuel Ríos San Martín |

## Teatro
| Año       | Título                                 | Director                              |
| --------- | -------------------------------------- | ------------------------------------- |
| 2004-2013 | Chicago, La Venganza                   | Francisco Caparrós y Juan José Martin |
| 2014-2015 | Papanú y sus amigos                    | Miguel Ángel Salvador                 |
| 2015-2016 | Cabaret Maldito: Circo de los Horrores | Suso Silva                            |
| 2017      | Medias Puri: The Secret                | Chevi Muraday y Aarón Lobato          |